# Windeck
Windeck is een gemeente in de Duitse deelstaat Noordrijn-Westfalen, gelegen in de Rhein-Sieg-Kreis. De gemeente telt 18.869 inwoners (31 december 2020) op een oppervlakte van 107,23 km².
De gemeente ontstond door de fusie in 1969 van de toenmalige gemeenten: Herchen, Dattenfeld en Rosbach. Ze werd genaamd naar de burchtruïne Windeck.

## Afbeeldingen

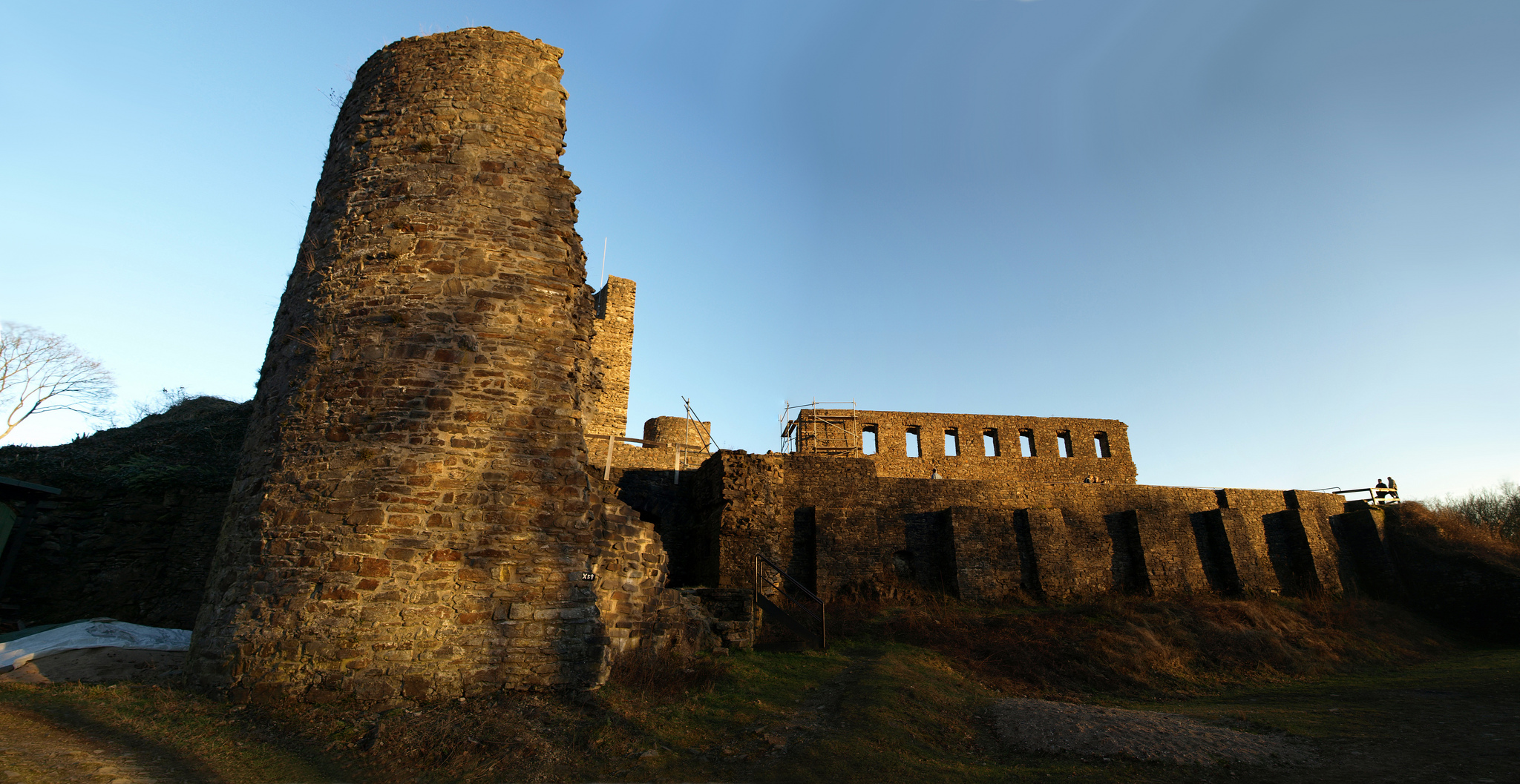
Burg Windeck
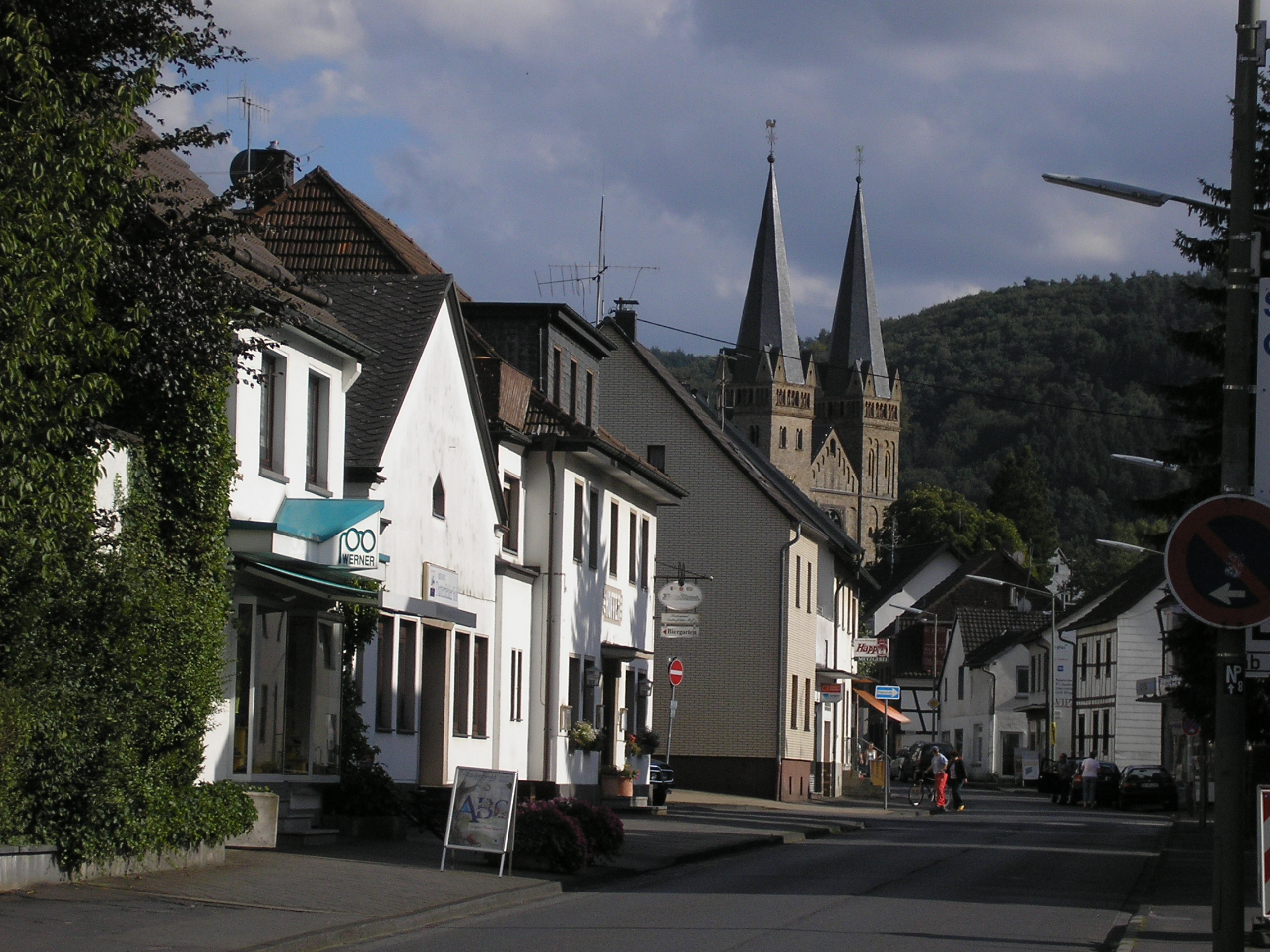
Stadsdeel Dattenfeld, centrum
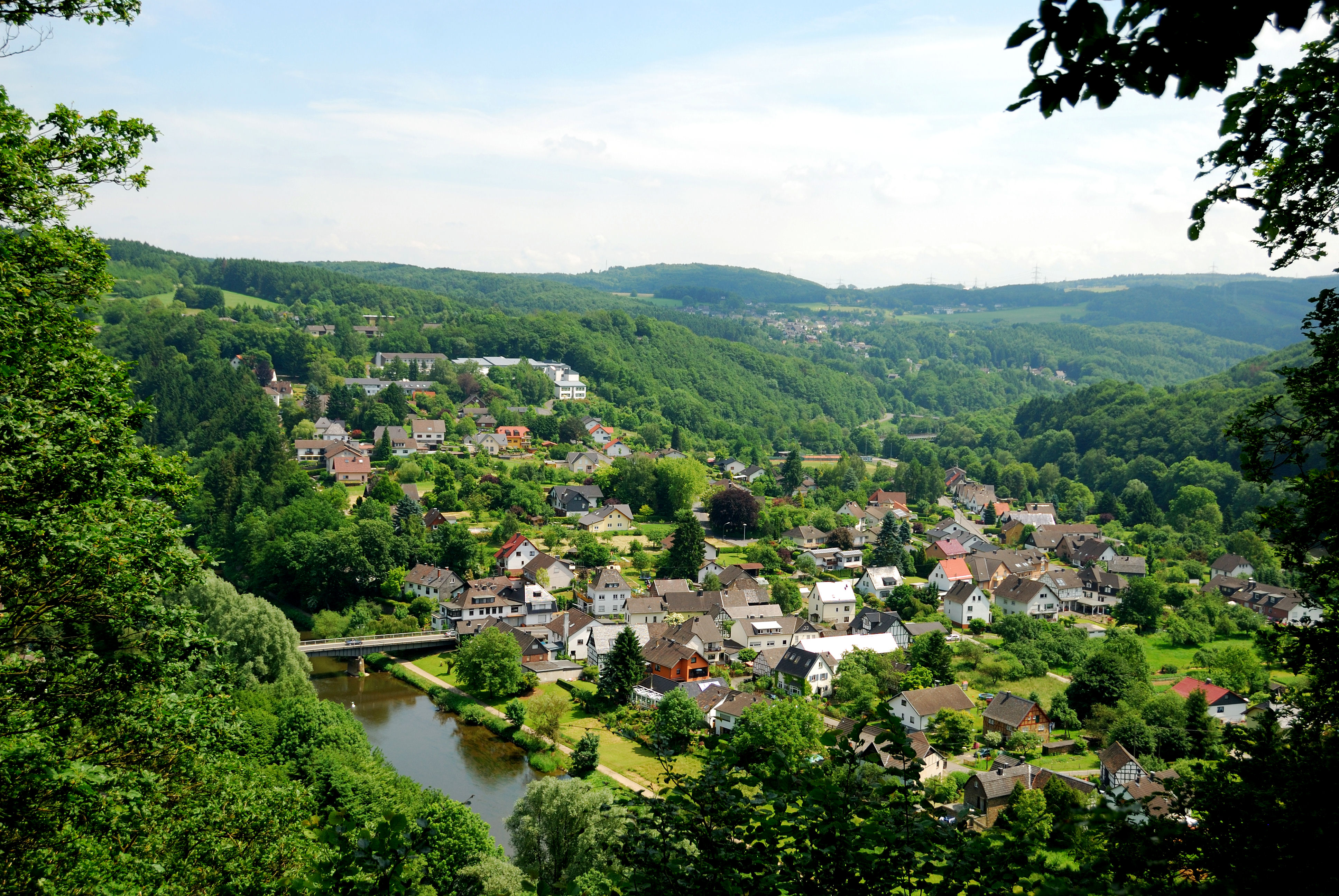
Stadsdeel Herchen
Landschap bij Windeck
Gezicht op stadsdeel Rosbach

Alfter · Bad Honnef · Bornheim · Eitorf · Hennef · Königswinter · Lohmar · Meckenheim · Much · Neunkirchen-Seelscheid · Niederkassel · Rheinbach · Ruppichteroth · Sankt Augustin · Siegburg · Swisttal · Troisdorf · Wachtberg · Windeck